# Dirty Devil River
Der Dirty Devil River ist ein rechter Nebenfluss des Colorado River mit einer Länge von ungefähr 129 km im zentralen Südutah. Er entsteht im Wayne County nahe Hanksville durch den Zusammenlauf der Flüsse Fremont River und Muddy Creek. Der Dirty Devil River fließt durch einen 600 m tiefen Canyon im Garfield County und im Wayne County. Auf seinen letzten 32 km durchfließt er das Glen Canyon National Recreation Area, bevor er in den Colorado River mündet. Er entwässert ein Gebiet von 1945 km².